# 左營下路
左營下路為高雄市左營區的一般道路，本道路早年是左营旧聚落的重要干道，后因左营大路的兴建而逐渐失去主要道路的地位。近年来，随着左营下路拓宽工程的实施，部分路段已完成拓宽，而元帝路至孔营路之间则保留了原左营下路的旧貌，同时在其旁新辟了左营新路。

## 行經行政區域
- 左營區

## 沿線設施
- 左營元帝廟
- 左營第四公有零售市場（哈囉市場）